# Ashley (Wiltshire)
Ashley – wieś w Anglii, w hrabstwie Wiltshire. Leży 51 km na północny zachód od miasta Salisbury i 149 km na zachód od Londynu.